# Josep Maria Morell i Bitrià
Josep Maria Morell i Bitrià   (Alfarràs, 16 de juliol de 1944 - Balaguer, 10 de setembre de 2022) fou un xef i gastrònom català que va escriure una vintena de llibres i va col·laborar amb mitjans de comunicació.

## Biografia
Josep Maria Morell des de ben jove va introduir-se en el món de la restauració, concretament als tretze anys. Fou propietari del restaurant Cal Morell de Balaguer que va gestionar amb la seva esposa Magda Gómez durant vint-i-sis anys, del 1981 al 2007.
Després de la seva jubilació es dedicà a fer conferències sobre cuina catalana, participar en col·loquis, organitzar cursos de cuina i fer de jurat en certàmens gastronòmics. També col·laborà regularment en mitjans com a la Televisió de Catalunya, RTVE Catalunya, Lleida TV o La Manyana TV. Va ser guardonat amb diversos premis i distincions al llarg de la seva trajectòria, com la Medalla del Turisme de Catalunya. El 2009 va ser reconegut com a fill adoptiu de Balaguer i va participar com a cuiner representant de Catalunya a l'Exposició Universal de Sevilla de 1992.

## Obres
- La cocina casera (Editorial Dilagro, 1981)
- Els fogons de Lleida (Editorial Dilagro, 1984)
- La bona cuina de Lleida (Editorial Dilagro, 1986)
- El bon menjar (Editorial Dilagro, 1991)
- Cocinar caracoles (Editorial Milenio, 1999)
- Cuinar caragols (Pagès Editors, 1999)
- La cuina del porc (Pagès Editors, 2000)
- Cuina per a homes (Pagès Editors, 2002)
- Cocina para ellos (Editorial Milenio, 2003)
- El café i la cuina del café (Pagès Editors, 2004)
- Cent truites (Pagès Editors, 2005)
- Cent salses (Pagès Editors, 2007)
- La cuina amb les figues (amb Josep Gómes) (Pagès Editors, 2007)
- La cuina del conill (Pagès Editors, 2008)
- La cuina dels castells (Pagès Editors, 2011)
- Els plats de l'ànec gras (Pagès Editors, 2013)